# Cueva de la Mouthe
La Mouthe es un yacimiento arqueológico de época paleolítica situado en el municipio de Les Eyzies-de-Tayac-Sireuil en el departamento de la Dordoña, al suroeste de Francia. Fue declarado Patrimonio de la Humanidad por la Unesco en el año 1979, formando parte del lugar «Sitios prehistóricos y grutas decoradas del valle del Vézère» con el código 85-005.
Se trata de una cueva con arte parietal en sus paredes, perteneciente al Paleolítico superior. 

## Historia
La gruta de la Mouthe fue la segunda cueva con decoración descubierta en el año 1894, tras el descubrimiento de la Cueva de Altamira por Marcelino Sanz de Sautuola.
Durante las excavaciones del año 1895 Émile Rivière despeja un túnel de 100 metros que conecta la entrada con la parte decorada. La gruta alberga más de 200 grabados y pinturas de bisontes, caballos, renos, bisontes, felinos, un lobo y también dos manos y un tectiforme. Su descubrimiento contribuyó al reconocimiento del arte de Paleolítico superior. 
La cueva fue clasificada como Monumento histórico de Francia y protegido desde el 11 de junio de 1953. Está cerrada por razones de protección y conservación.
- Datos: Q3117201